# Atlantis (jeu vidéo, 1982)
Pour les articles homonymes, voir Atlantis.
Atlantis est un jeu vidéo shoot them up développé par Imagic, sorti en 1982 sur Atari 2600. Le jeu a ensuite fait l'objet de portage pour ordinateur personnel Atari 8-bit, Commodore VIC-20, Intellivision et Videopac.

## Système de jeu
Le jeu est une version de shoot them up, genre particulièrement à la mode au début des années 1980. Le joueur contrôle les dernières défenses de la ville d'Atlantis contre l'invasion des Gorgon.